# Under 17 Gulf Cup of Nations
Under 17 Gulf Cup of Nations er en årlig international fodboldturnering arrangeret af Union Arab de Football Association, med deltagelse af nationale fodboldlandshold i Golf-regionen. Turneringen blev første gang afholdt i 2001, med deltagelse af fem hold. De første fem turneringer blev spillet i round-robin turneringsformatet.

## Under 17 Gulf Cup of Nations
| År   | Vært                       | Vinder                     | Score          | Andenplads                 |
| ---- | -------------------------- | -------------------------- | -------------- | -------------------------- |
| 2011 | Qatar                      | Saudi-Arabien              | 2 – 2 (4 – 3A) | Qatar                      |
| 2010 | Kuwait                     | Forenede Arabiske Emirater | 2 – 1          | Saudi-Arabien              |
| 2009 | Forenede Arabiske Emirater | Forenede Arabiske Emirater | 1 – 1 (4 – 2A) | Saudi-Arabien              |
| 2008 | Saudi-Arabien              | Saudi-Arabien              | Round Robin    | Forenede Arabiske Emirater |
| 2006 | Saudi-Arabien              | Forenede Arabiske Emirater | Round Robin    | Saudi-Arabien              |
| 2003 | Qatar                      | Saudi-Arabien              | Round Robin    | Qatar                      |
| 2002 | Saudi-Arabien              | Oman                       | Round Robin    | Saudi-Arabien              |
| 2001 | Bahrain                    | Oman                       | Round Robin    | Saudi-Arabien              |

- ↑A Efter straffespark.

## Vindere
| Vundne               | Land(e)                    |
| -------------------- | -------------------------- |
| 3 (2011, 2008, 2003) | Saudi-Arabien              |
| 3 (2010, 2009, 2006) | Forenede Arabiske Emirater |
| 2 (2002, 2001)       | Oman                       |